# Poriomania
Poriomania (dromomania) – popęd do włóczęgi i bezustannej podróży. Takie zachowanie może być spowodowane chęcią uniknięcia konfliktów służbowych lub prywatnych. 
Wystąpienie poriomanii może być spowodowane zaburzeniami nerwicowymi, depresyjnymi, schizofrenią lub innymi zaburzeniami psychicznymi jak na przykład otępienie. Częste przypadki poriomanii stwierdzono także u dzieci oraz młodzieży w okresie dojrzewania i może to prowadzić do ucieczek z domu bez żadnego szczególnego powodu. Szczególnie znane są przypadki tego zaburzenia u osób cierpiących na chorobę Alzheimera.
W większości wypadków osoby cierpiące na poriomanię nie są w stanie rzeczowo wyjaśnić przyczyn swoich wycieczek. Przeważająca część chorych w czasie swoich podróży odczuwa lęk i tęsknotę za domem, jednakże osoby te nie są w stanie dobrowolnie wrócić do domu.
Poriomanii nie należy mylić z chorobliwą żądzą przygód, ciekawością świata czy z włóczęgostwem, jako że osoby cierpiące na tę chorobę decyzje o wyjeździe podejmują, mając ograniczoną świadomość swoich czynów.